# Большой Руфабго
Большой Руфабго (адыг. Сырыф — белокурый) — река в Адыгее, левый приток реки Белой, имеет протяжённость около 10 км, берёт начало на северном склоне Азишского хребта. Известна встречающимся многообразием горных пород и 12 водопадами, разнообразных по форме и размерам.
Высота устья — 430 м над уровнем моря. Высота истока — 1070 м над уровнем моря. Площадь водосборного бассейна — 31,9 км².
В 3 километрах выше устья реки были найдены следы поселения эпохи палеолита и позднего средневековья.
В ущелье, по которому течёт река, растёт буковый лес.
Название, предположительно, произошло либо от слова адыг. Сырыфыбг («белая возвышенность, холм») искажением, либо от слова адыг. Гуфэбгъу («девять уместившихся рядом» — по числу основных девяти водопадов).

## Водопады
- «Шум» высотой 6 метров;
- «Каскадный»
- «Сердце Руфабго» — огромная глыба, вокруг которой протекают два рукава реки;
- «Девичья коса» высотой около 13 метров. Более раннее название «Меч Руфабго»
- «Девичьи косы»
- «Чаша любви»
- «Лелькин»

## Данные водного реестра
Код объекта в государственном водном реестре — 06020001112108100004540.